# Macintosh Plus

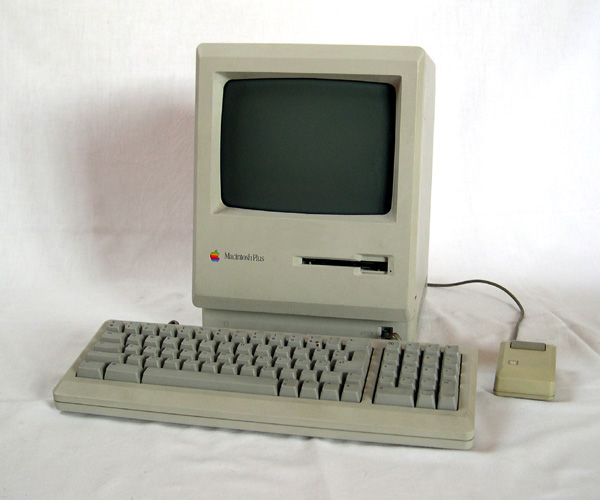
Apple Macintosh Plus

El  Macintosh Plus  va ser un model d'ordinador de l'empresa Apple. Es va llançar al mercat el 1986 i es va oferir fins a 1990.
El Macintosh Plus tenia un procesor Motorola 68000 de 8 MHz de freqüència de rellotge i es basava en la carcassa dels Macintosh 128 K i 512 K amb una pantalla de 9 polzades (512 × 342 Pixel, monocrom), però amb més memòria (1 MB, ampliable a 4 MB), un ROM major (128 KB en lloc de 64 KB) i una interfície SCSI, a través de la qual es podien connectar discs durs i d'intercanvi de dades externes, així com un adaptador ethernet SCSI. La carcassa tenia inicialment un color beix i més tard es va vendre en gris platí.
El Macintosh Plus té signatures a la part interior de la carcassa dels desenvolupadors. Els que van participar en el desenvolupament van signar en paper i aquestes firmes es van gravar posteriorment en cada carcassa. Aquest procés només es va utilitzar en els primers 70.000 Apples, més tard es va desestimar.
El Macintosh Plus no tenia ventilador per la qual cosa per refrigerar-se utilitzava l'anomenat efecte xemeneia. Les ranures de ventilació a la base i en els laterals del Mac Plus no s'han de bloquejar, en cas contrari es sobreescalfa en poc temps, el que pot comportar malmetre maquinari. Aquesta indicació és important per al Mac Plus, el 512k i el 128k.
Precaució: Encara que el Macintosh té una connexió per a una unitat de disc de 5,25 polzades, no s'han de connectar aquest tipus d'unitats de disc, ja que es podria danyar el controlador del Mac Per això, només es poden connectar les tradicionals unitats de disc de 3,5 polzades de 800 KB o Apple SuperDrive (discs durs externs de 1440 KB).
El successor del Macintosh Plus va ser el Macintosh SE, dotat d'un connector addicional i d'ADB.

## Emulador
Amb Mini vMac és possible simular els següents models de Mac:
- 128K
- 512K (i)
- Plus
- ES

És possible aconseguir una imatge del ROM d'aquests Mac de forma senzilla amb programes addicionals. Mini vMac funciona en Mac OS (X), Linux (x86), Solaris (SPARC und x86), Windows, entre d'altres sistemes operatius, i permet l'ús del sistema 0,8 fins 7.5.5.